# Sui Yang
Sui Yang (隋炀帝), personnamn Yang Guang (杨广) född 569, död 618, var den kinesiska Suidynastins andra kejsare som regerade Kina 604-618. Yang Guang var den andra sonen till Suidynastins första kejsare Sui Wen, som han dödade för att kunna ta makten.
Som kejsare nyttjade Sui Yang välståndet som byggts upp efter hans fars återförening av riket. Han lät bygga flera nya städer och palats, och hans största projekt blev Sui-kanalen mellan huvudstaden Lo-yang och det sydliga Hang-zhou. Dock förlorade han mycket av sin prestige med en misslyckad invasion av Korea, och efter det uppstod konflikter med turkiska nomadstammar från Mongoliet.
Sui Yang blev mördad 618 i sitt eget badhus av rebell-ledaren Yuwen Huaji efter att han tvingats bevittna mordet på sin son Wang Zhaogao. Sui Yangs gravplats hittades 2013 i Yangzhou i Jiangsuprovinsen.